# Outing (magazine)
Outing  était un magazine américain fondé en 1882.

## Histoire
Outing était un magazine américain de la fin du XIXe et du début du XXe siècle consacré aux activités sportives. Sa publication débute en 1882 sous le nom de Wheelman, « le magazine illustré du vélo », et changera quatre fois de titre avant de cesser de paraître en 1923.
Samuel McClure a édité le Wheelman pour le colonel Albert Pope, de la Pope Manufacturing Company, une fabrique de bicyclettes, pendant deux ans. À cette époque, le cyclisme était le premier sport en plein air des Américains et faisait fureur.
En 1884, il paraît sous un nouveau titre : Outing and the Wheelman : un magazine récréatif mensuel et illustré.
De mai à octobre 1906, il publie en feuilleton le célèbre roman de Jack London, Croc-Blanc.

## Contributeurs célèbres
- Jack London
- Jeannette Marks